# Endoxyla amphiplecta
Endoxyla amphiplecta is een vlinder uit de familie van de Houtboorders (Cossidae). De wetenschappelijke naam van de soort is voor het eerst gepubliceerd in 1932 door Alfred Jefferis Turner.
De soort komt voor in Australië.
De rupsen leven op soorten van het geslacht Bassia (Amaranthaceae) en op Tecticornia triandra (Chenopodiaceae).